# Paul Chart
Paul Chart est un réalisateur, scénariste, producteur, directeur de la photographie et monteur britannique né le 10 octobre 1961.

## Filmographie

### Réalisateur
- 1984 : Not a War Film + scénariste + producteur + directeur de la photographie + monteur
- 1987 : Nothing Wrong + producteur
- 1987 : Foreign Bodies, série télévisée + scénariste + producteur + directeur de la photographie + monteur
- 1995 : A Conversation with Ken Kesey + directeur de la photographie
- 1997 : American Perfekt + scénariste

### Scénariste
- 1985 : Hand in Hand + producteur + directeur de la photographie + monteur
- 1996 : White Lies
- 2008 : Big Shot + producteur

### Monteur
- 1988 : Life Calls